# Diogo Teixeira

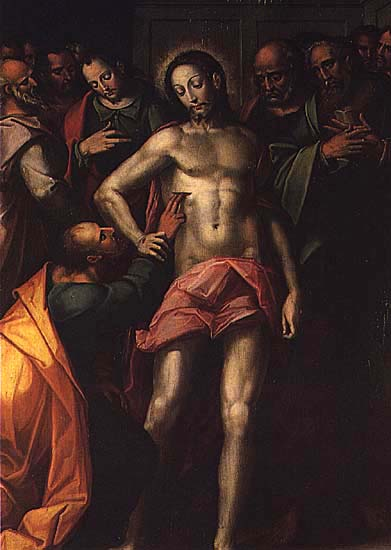
Incredulidade de S. Tomé, 1595-1597 (Museu de Arouca)

Diogo Teixeira (Lisboa, 1540-1612) foi um importante pintor português do Maneirismo. 
Já era pintor em 1565, altura em que residia na freguesia de Santa Justa, em Lisboa, onde se relacionou com os sectores aristocráticos e cortesãos, sendo nomeado por D. António, Prior do Crato, cavaleiro fidalgo da sua casa. Em 1577, num precioso requerimento dirigido a D. Sebastião, solicita e obtém desvinculação dos encargos que devia, como "oficial mecânico", à Bandeira cooperativa de S. Jorge.
Em 1582-83 colaborou com Francisco Venegas em obras para a Igreja do Hospital de Todos-os-Santos, cabendo-lhe pela sua parte a quantia de 16548 reis. Em 1586-88, em parceria com o seu genro e discípulo António da Costa, executou o retábulo da Igreja da Misericórdia de Alcochete. Entretanto (1585) pintava para a Misericórdia de Sintra a respetiva bandeira, por elevado preço de 24000 reis, pintando também uma bandeira para a Misericórdia da Lourinhã (1589) e outra para a Misericórdia de Óbidos (1590-91), esta pela quantia de 21650 reis.
Entretanto, por volta de 1590, colabora novamente com Francisco Venegas no grandioso retábulo da Igreja da Luz de Carnide, onde os painéis da Visitação, Adoração dos Pastores, Adoração dos Magos e Apresentação no Templo são seus.
Trabalhou entre outros lugares na Igreja de Santa Maria da Graça de Santarém , na Igreja de Nossa Senhora dos Anjos em Lisboa , na Igreja de Santa Maria em Óbidos  e na Ermida do Espírito Santo em Caldas da Rainha, onde executou um retábulo em parceria com seu discípulo Belchior de Matos . A Sé de Portalegre tem obras atribuídas à sua oficina  e o Museu de Arte Sacra de Arouca preserva outras em sua coleção .